# Liste der Monuments historiques in Fort-Louis
Die Liste der Monuments historiques in Fort-Louis führt die Monuments historiques in der französischen Gemeinde Fort-Louis auf.

## Liste der Bauwerke
| Bezeichnung     | Beschreibung | Standort             | Kennzeichnung | Schutzstatus | Datum | Bild           |
| --------------- | --- | -------------------- | ------------- | ------------ | ----- | -------------- |
| Kirche St-Louis | Ende des 17. Jahrhunderts nach einem Entwurf von Sébastien Le Prestre de Vauban erbaut; bis auf den Glockenturm im Zweiten Weltkrieg zerstört, dieser 1963 gesprengt | Rue d’Orléans (Lage) | PA00084712    | Classé       | 1927  | weitere Bilder |